# 리벤지, 미친 사랑 이야기
리벤지, 미친 사랑 이야기(復仇者之死, Revenge: A Love Story)는 홍콩에서 제작된 웡 칭포 감독의 2010년 스릴러 영화이다. 주노 막 등이 주연으로 출연하였고 진자총 등이 제작에 참여하였다.

## 출연

### 주연
- 주노 막
- 아오이 소라

### 조연
- 전소호
- 유영